# Live Oak Springs
Live Oak Springs es un área no incorporada ubicada en el condado de San Diego en el estado estadounidense de California. La localidad se encuentra ubicada dentro de Boulevard, justo al sur de la Interestatal 8. Es una de las zonas más remotas del condado de San Diego y de las más altas.